# Appel de Cochin
L'appel de Cochin est un manifeste communiqué le 6 décembre 1978 par Jacques Chirac, alors maire de Paris et président du RPR. Depuis l'hôpital Cochin à Paris, où il séjourne après un accident de la route, Chirac y dénonce le fédéralisme européen et exprime son souverainisme. Il se place en opposition au président de la République, Valéry Giscard d'Estaing, dont il a été Premier ministre de 1974 à 1976, et à son parti récemment créé, l'UDF, qualifié de « parti de l'étranger ». Cette prise de position à l'approche des élections européennes de 1979 est attribuée à ses conseillers Pierre Juillet et Marie-France Garaud.

## Histoire
Cet appel est signé de Jacques Chirac, mais on en attribue habituellement la paternité réelle à ses deux plus proches conseillers de l'époque, Pierre Juillet et Marie-France Garaud.
Sa publication entrait dans le cadre de la « précampagne » du Rassemblement pour la République (RPR) pour les élections européennes de juin 1979, premières élections au suffrage universel du Parlement européen, jusque-là désigné par les Parlements nationaux des pays membres de la Communauté économique européenne.
Ce texte dénonce notamment un « parti de l'étranger », soit, dans l'esprit du signataire, l'Union pour la démocratie française (UDF), parti de centre-droit créé le 1er février 1978 à l'initiative de Valéry Giscard d'Estaing, alors président de la République.
Ce nom d'« appel de Cochin » est donné à ce communiqué aussitôt après sa publication, en raison des circonstances dans lesquelles il a été élaboré. Jacques Chirac a en effet été victime, le 26 novembre de la même année, d'un accident de la route en Corrèze, département dont il est alors président du Conseil général, et a aussitôt été transporté à Paris, à l'hôpital Cochin, pour y être soigné.
Plusieurs auteurs y voient une référence claire à l'appel du 18 Juin, lié à l'héritage gaulliste du parti, Giscard d'Estaing étant ainsi allusivement comparé au maréchal Pétain et sa politique au régime de Vichy et à la Collaboration,. Philippe Lamy estime que Georges Albertini, lui-même ancien collaborateur, « n'est pas étranger » à l'appel.